# 자한기르
누루딘 살림 자한기르(우르두어:  سلیم جهانگیر  نورالدین, 페르시아어: نورالدین سلیم جهانگیر, 힌디어: नूरुद्दीन सलीम जहांगीर, 1569년 8월 31일 – 1627년 10월 28일)는 1605년는 무굴 제국의 4대 황제이다. ‘페르시아어: جهانگیر 자한기르’는 ‘세계 정복자’라는 의미이고, ‘아랍어: نور الدين 누르 웃 딘[*]’은 ‘종교의 빛’이라는 의미이다.
어릴때 이름은 셀림으로 악바르 1세의 세 번째 아들이였다. 그러나 그 위의 두 형이 어린 나이에 죽었기 때문에 사실상 장남이었다. 어머니 마리암 후즈 자마니는 자이푸르 지역에 있던 힌두왕국 엠버 왕국의 공주였다. 자한기르는 아그라 근교의 시크리〔후의 파테푸르 시크리(‘승리의 도시’)〕에서 태어났다. 자한기르는 무굴 제국의 황제 가운데 최초로 인도에서 태어난 인물이다. 셀림이라는 이름은 수피 셰이크 셀림 치슈티에게서 따온 것이었다. 26세의 악바르는 후계자를 보지 못 했기 때문에 종종 성자들을 찾아가 도움을 청했다. 그런데 셰이크 셀림 치슈티가 악바르는 세 명의 왕자를 얻는다고 예언을 했고, 확인해보자 엠베르 왕국의 공주는 진짜로 임신 중이었다. 이 아이가 셀림이었으며, 1570년에는 무라드, 1572년에는 다니엘이 태어났다. 자한기르는 새로운 수도, 파테푸르 시크리에서 길러졌다. 그의 형제들 역시 마찬가지였는데, 이는 왕자들을 각지로 보내 제국의 속령을 다스리게 한다는 투르크식 전통을 깨뜨린 것이었다.
1605년 악바르가 아그라에서 죽은 후, 셀림은 제4대 황제 자한기르로써 아그라에서 즉위했다. 카슈미르와 구자라트의 메와르 지역을 정복하였다. 영국 상인들에게 수라트 (Surat) 지역에 상관을 설치를 허용하기도 한다. 1691년 사파비 왕조의 아사프 칸의 동생인 누르 자한과 결혼한다. 후에 자한기르가 말년에 정치에 흥미를 잃었을 때 누르자한과 아사프 칸이 국정에 관여하였다.
자한기르는 과도한 음주로 건강을 잃고 카슈미르와 카불을 방문하여 회복하려고 하였다. 그러나 심한 감기로 라호르에 돌아왔다. 자한기르는 그러던 중 1627년 죽고 라호르의 근교인 파키스탄 펀잡 샤다라 바그에 묻혔다. 그는 세 번째 아들 후람 왕자에 의해 계승되었다. 그는 샤 자한이 되었다.

## 반란
1600년, 악바르가 원정 때문에 수도를 떠난 사이 셀림은 알라하바드에서 반란을 일으켜 스스로 황제의 자리에 올랐다. 악바르는 재빨리 아그라로 돌아와 질서를 회복했다. 이로부터 2년 후, 자한기르는 악바르의 절친한 친구이자 조언자인 아불 파즐을 암살했다. 이에 악바르는 충격을 받았다. 그러나 악바르는 후계자 후보가 충분했기 때문에 후계자를 자한기르가 아닌 다른 사람으로 바꿀 것을 고려하기 시작했다. 1603년까지 자한기르는 알라하바드에서 방탕한 생활을 했으나, 그의 할머니 하미다 바누 베굼이 죽은 것을 계기로 악바르의 궁정으로 돌아왔다. 공식적으로 자한기르는 환영받았으나 실제로는 악바르의 명령에 의해 10일 간 감금당했다. 이는 자한기르가 알코올과 아편에 중독된 상태였기 때문이다. 그러나 이와 별개로 셀림은 악바르의 후계자로 공인받았고, 이후에도 악바르의 곁을 지켰다. 악바르는 죽기 직전에 셀림에게 제국 정부의 예복들을 주었다. 1605년 10월 23일, 셀림은 36세의 나이로 무굴제국의 황제가 되었다. 그는 누르 웃 딘 무함마드 자한기르라는 이름을 취했다.
자한기르는 즉위한지 얼마 되지도 않아서 악바르가 자한기르가 아닌 자신을 후계자로 세우려 했다는 점을 근거로 반기를 든 아들, 미르자 호스로의 반란으로부터 스스로를 지켜야했다. 자한기르는 권좌에 오른 직후 호스로와 그의 삼촌이자 최대의 지지자인 만 시그를 회유하려 했다. 하지만 호스로는 이미 지지자들이 있던 펀자브로 도망쳤다. 이는 시크교의 구루 아르준이 호스로를 축복한 탓이었다. 이는 자한기르와 시크교, 무굴 제국과 시크교의 관계에 악영향을 미쳤다. 자한기르의 치세는 악바르의 치세와 마찬가지로 종교적 관용을 보였으나, 여기에서 시크교는 예외였다. 호스로는 라호르를 약탈했다. 미르자 호스로는 바이로왈에서 패배했고, 젤룸강을 건너려다 생포되었다. 이후 호스로는 자한기르에게 인도되었는데, 《자한기르나마》에는 이 상황이 다음과 같이 묘사되었다.
| “ | 호스로는 손과 발이 묶인 채로, 칭기스 칸의 법에 따라, 좌측으로부터 내게 인도되었다. 후세인 베그와 압둘라힘을 각각 그의 우측과 촤측에 서도록 했다. 호스로는 그들 사이에서 울면서 떨고 서 있었다. | ” |

자한기르는 왕자를 감금하고 그 추종자들을 잔혹하게 처벌했다. 자한기르는 모든 관련자들을 처벌하려 하지는 않았으나, 측근들의 반대에 부닥쳤다. 결국 자한기르는 측근들의 압력에 굴복해 호스로의 눈을 멀게 만들었다. 곧 자한기르는 의사들에게 호스로를 치료하라 명했으나, 그를 풀어주지는 않았다. 1622년, 당시 동생 후람(후의 샤 자한 1세)의 보호하에 있던 호스로는 죽었다. 이 죽음의 배후에 후람이 있다는 의혹이 존재한다.
| 전임 아버지 악바르 | 제4대 인도 무굴 제국 황제 1605년 ~ 1628년 | 후임 아들 샤 자한 |

## 같이 보기
- 자한기르 칸